# Distrito de Deutschlandsberg
Deutschlandsberg es un distrito del estado de Estiria, Austria.

## Localidades con población (año 2018)
- Deutschlandsberg 11 604
- Eibiswald 6485
- Frauental an der Laßnitz 2894
- Groß Sankt Florian 4150
- Lannach 3459
- Pölfing-Brunn 1619
- Preding 1767
- Sankt Josef 1601
- Sankt Martin im Sulmtal 3059
- Sankt Peter im Sulmtal 1268
- Sankt Stefan ob Stainz 3571
- Schwanberg 4566
- Stainz 8653
- Wettmannstätten 1600
- Wies 4438

Barrios, aldeas y otras subdivisiones del municipio se indican con letras pequeñas.
- Aibl
  - Aichberg, Hadernigg, Rothwein, Sankt Bartlmä, Sankt Lorenzen, Staritsch
- Bad Gams
  - Bergegg, Feldbaum, Sallegg, Furth, Gersdorf, Greim, Hohenfeld, Mitteregg, Müllegg, Niedergams, Vochera am Weinberg
- Deutschlandsberg
- Eibiswald
- Frauental an der Laßnitz
  - Freidorf an der Laßnitz, Freidorfer Gleinz, Laßnitz, Schamberg, Zeierling
- Freiland bei Deutschlandsberg
- Garanas
  - Oberfresen
- Georgsberg
  - Ettendorf bei Stainz, Pichling bei Stainz, Rossegg
- Greisdorf
  - Sommereben, Steinreib, Wald in der Weststeiermark
- Gressenberg
- Groß Sankt Florian
  - Grünau an der Laßnitz, Gussendorf, Kraubath in der Weststeiermark, Krottendorf an der Laßnitz, Lebing, Petzelsdorf in der Weststeiermark, Tanzelsdorf, Vochera an der Laßnitz
- Großradl
  - Bachholz, Feisternitz, Kleinradl, Kornriegl, Oberlatein, Pongratzen, Stammeregg, Sterglegg, Wuggitz
- Gundersdorf
  - Grubberg
- Hollenegg
  - Aichegg, Hohlbach, Kresbach, Neuberg, Rettenbach, Trag, Kruckenberg
- Kloster
  - Rettenbach, Klosterwinkel
- Lannach
  - Blumegg, Breitenbach in der Weststeiermark, Heuholz, Hötschdorf, Sajach, Teipl
- Limberg bei Wies
  - Limberg, Mitterlimberg
- Marhof
  - Angenofen, Rainbach, Sierling, Teufenbach, Trog, Wald in der Weststeiermark
- Osterwitz
- Pitschgau
  - Bischofegg, Haselbach, Hörmsdorf
- Pölfing-Brunn
  - Brunn, Jagernigg, Pölfing
- Preding
  - Klein-Preding, Tobis, Tobisberg, Wieselsdorf
- Rassach
  - Graschuh, Herbersdorf, Lasselsdorf
- Sankt Josef
  - Oisnitz, Tobisegg
- Sankt Martin im Sulmtal
  - Aigen, Bergla, Dörfla, Greith, Gutenacker, Oberhart, Otternitz, Reitererberg, Sulb
- Sankt Oswald ob Eibiswald
  - Krumbach, Mitterstraßen, Rothwein
- Sankt Peter im Sulmtal
  - Freidorf, Kerschbaum, Korbin, Moos, Poppenforst, Wieden
- Sankt Stefan ob Stainz
  - Lemsitz, Lichtenhof, Pirkhof, Zirknitz
- Schwanberg
  - Mainsdorf
- Soboth
  - Laaken
- Stainz
  - Gamsgebirg, Kothvogel, Neurath
- Stainztal
  - Grafendorf bei Stainz, Graggerer, Mettersdorf, Neudorf bei Stainz, Wetzelsdorfberg, Wetzelsdorf in der Weststeiermark
- Stallhof
- Sulmeck-Greith
  - Dietmannsdorf im Sulmtal, Gasselsdorf, Graschach, Kopreinigg, Pitschgauegg, Tombach
- Trahütten
  - Kruckenberg, Rostock
- Unterbergla
  - Grub bei Groß Sankt Florian, Hasreith, Michlgleinz, Mönichgleinz, Nassau, Sulzhof
- Wernersdorf
  - Buchenberg, Kogl, Pörbach
- Wettmannstätten
  - Lassenberg, Schönaich, Weniggleinz, Wohlsdorf, Zehndorf
- Wielfresen
  - Unterfresen, Wiel
- Wies
  - Altenmarkt, Aug, Buchegg, Etzendorf, Gaißeregg, Gieselegg, Lamberg, Vordersdorf